# تحلیل‌گر کسب‌وکار

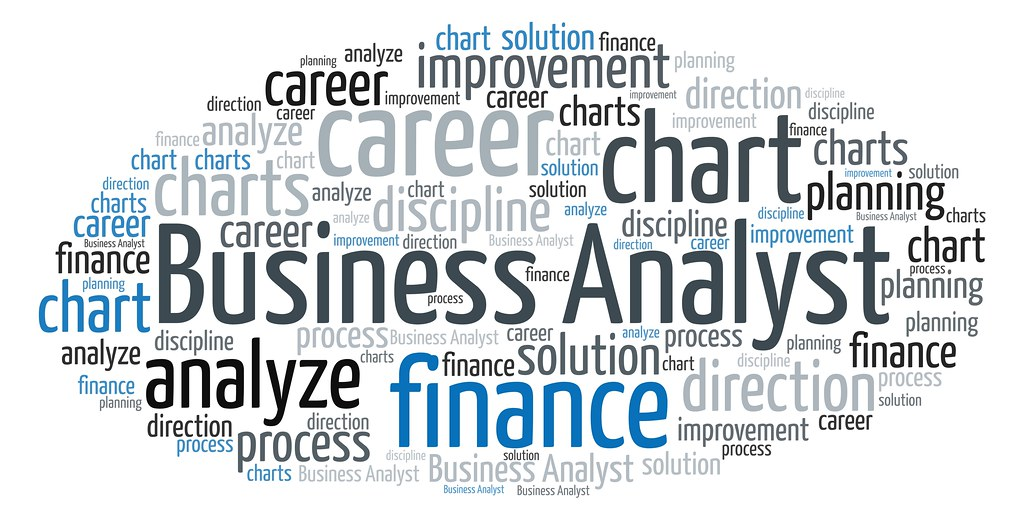
تحلیل‌گر کسب‌وکار

تحلیل‌گر کسب‌وکار (به انگلیسی: Business Analyst) فردی است، که مسئول شناسایی نیازهای کسب‌وکار مشتریان و ذینفعان بوده و با هدف اینکه راهکارهای لازم برای رفع این نیازها و مشکلات موجود در کسب‌وکار، فعالیت می نماید. بنابراین تمامی متخصصین، علاقه‌مندان و فعالان در نقش تحلیل‌گر سیستم، تحلیل‌گر کسب و کار، تحلیل‌گر داده، تحلیل‌گر فرایند، معمار کسب‌وکار، مدیر و مشاور کسب‌وکار، در حوزه تحلیل کسب‌وکار قرار گرفته و در دنیای حرفه‌ای، به عنوان یک تحلیل‌گر کسب‌وکار شناخته می‌گردند.
تحلیل‌گر کسب‌وکار مسئول تعریف، مدیریت، استخراج، تحلیل، تایید و مستندسازی نیازمندی‌های کسب‌وکار، سازمان یا یک فرایند سازمانی و ارائه راه حل مناسب، در جهت پاسخگویی به نیارمندی‌ها و دستیابی سازمان به اهداف تعیین شده آن، می‌باشد.
تحلیل‌گر کسب‌وکار در بدو عمل؛ راه‌کار از پیش تعیین شده‌ای را ارائه نمی‌دهد، اما منحصراً بر اساس نیازمندی‌های روشن و مدون است، که راهکاری ارائه می‌گردد.
تحلیل‌گران کسب‌وکار، نقش کلیدی را به عنوان پل ارتباطی میان مشتریان، ذینفعان و تیم ارائه راهکار، در سازمان‌ها، ایفا می‌کنند.
تحلیل کسب‌وکار به صورت متمایزی در حیطه‌های تحلیل مالی، مدیریت پروژه، تضمین کیفیت، توسعه سازمانی، تست، آموزش، تولید و توسعه مستندات، کاربرد دارد.
با توجه به ابعاد و نوع عملکرد سازمان، یک تحلیل‌گر کسب و کار می‌تواند در یک یا چند مورد زیر، فعالیت نماید:
1. برنامه‌ریزی راهبردی
2. طراحی مدل‌های کسب‌وکار
3. طراحی فرایند
4. تحلیل سامانه‌ها